# Metilendiureja deaminaza
Metilendiureja deaminaza (EC 3.5.3.21, metilindiurejaza) je enzim sa sistematskim imenom metilindiureja aminohidrolaza. Ovaj enzim katalizuje sledeću hemijsku reakciju
metilindiureja + 22O {\displaystyle \rightleftharpoons } -(hidroksimetil)ureja + 2 3 + 2 (sveukupna reakcija)
(1a) metilindiureja + 2O {\displaystyle \rightleftharpoons } -(karboksiaminometil)ureja + 3
(1b) -(karboksiaminometil)ureja {\displaystyle \rightleftharpoons } -(aminometil)ureja + 2 (spontana reakcija)
(1c) -(aminometil)ureja + 2O {\displaystyle \rightleftharpoons } -(hidroksimetil)ureja + 3 (spontana reakcija)
Metilindiureja se hidrolizuje i dekarboksiluje čime se formira aminisana metilureja.

## Literatura
- Nicholas C. Price; Lewis Stevens (1999). Fundamentals of Enzymology: The Cell and Molecular Biology of Catalytic Proteins (Third изд.). USA: Oxford University Press. ISBN 019850229X.
- Eric J. Toone (2006). Advances in Enzymology and Related Areas of Molecular Biology, Protein Evolution (Volume 75 изд.). Wiley-Interscience. ISBN 0471205036.
- Branden C; Tooze J. Introduction to Protein Structure. New York, NY: Garland Publishing. ISBN 0-8153-2305-0.
- Irwin H. Segel. Enzyme Kinetics: Behavior and Analysis of Rapid Equilibrium and Steady-State Enzyme Systems (Book 44 изд.). Wiley Classics Library. ISBN 0471303097.

## Spoljašnje veze
- Methylenediurea+deaminase на 